# Limifossor profundus
Limifossor profundus is een schildvoetigensoort uit de familie van de Limifossoridae. De wetenschappelijke naam van de soort is voor het eerst geldig gepubliceerd in 1986 door Salvini-Plawen.